# 济南轨道交通2号线
济南轨道交通2号线（又称济南地铁2号线），工程名为R2线，是中华人民共和国济南市的一条地铁线路。项目一期工程全长36.39公里，共设19站。2016年9月2日，一期工程进行公开招标，2016年11月26日，全线开工建设。一期工程于2020年12月29日开始不载客试运行，于2021年3月26日开通载客运营。2号线的标识色为河脉黄。济南轨道交通2号线是山东第一个、中国大陆第五个全自动运行（GoA4等级）的地铁线路。

## 线路概况
全长36.39km，地下线长约34.5km，高架线长约1.6km，过渡段长约0.3km，共设车站19座，其中地下车站18座，高架车站1座。
一期工程站点从西向东依次为：王府庄站、腊山南站（工程名任家庄站）、腊山站、二环西路站（工程名西二环站）、老屯站（工程名闫千户站）、八里桥站、益康路站（工程名万盛北街站）、济南站北站（工程名宝华街站）、济泺路站（工程名长途汽车站站）、生产路站、北园站（工程名历黄路站）、历山路站（工程名历山北路站）、七里堡站（工程名二环东路站）、祝甸站（工程名辛祝路站）、八涧堡站（工程名西周家庄站）、姜家庄站（工程名开源路站）、凤凰路站（工程名烈士陵园站）、鲍山站（工程名济钢新村站）、彭家庄站。
2023年9月23日起启用新运行图，往彭家庄站方向始发站发车时间延长至22:15，往王府庄站方向始发站发车时间延长至22:05。2024年11月22日再次调整运行图，彭家庄站和王府庄站末班车时间均调整为22:19。

## 运营
运营时间为每日6:00-22:19，同步对向始发。
行车间隔为高峰时5分，平峰时最小7分30秒，低峰最小10分钟。工作日7:00-9:00、17:00-19:30为高峰，每日20:00后为低峰，其他时间为平峰；双休日及节假日全天平峰。
2号线双向末班车均可换乘3号线的“大站快车”。

## 一期工程车站概况
| 车站       | 行政区 | 车站形式     | 里程 (千米) | 站台宽度 | 车站规模 (平方米) | 换乘线路                              | 换乘形式           |
| ---------- | ------ | ------------ | ----------- | -------- | ----------------- | ------------------------------------- | ------------------ |
| 王府庄站   | 槐荫区 | 地下二层岛式 | 0           | 12m      | 18584             | █ 1号线                               | 双岛换乘           |
| 腊山南站   | 槐荫区 | 地下二层岛式 | 未知        | 11m      | 12635             | 不適用                                | 不適用             |
| 腊山站     | 槐荫区 | 地下三层岛式 | 未知        | 14m      | 25357             | █ 4号线(建设中)                       | L型换乘            |
| 二环西路站 | 槐荫区 | 地下二层岛式 | 未知        | 11m      | 10992.8           | 不適用                                | 不適用             |
| 老屯站     | 槐荫区 | 地下二层岛式 | 未知        | 14m      | 28449             | █ 6号线(建设中)                       | T型换乘            |
| 八里桥站   | 天桥区 | 地下三层岛式 | 未知        | 14m      | 16320             | 不適用                                | 不適用             |
| 益康路站   | 天桥区 | 地下二层岛式 | 未知        | 11m      | 12881             | 不適用                                | 不適用             |
| 济南站北站 | 天桥区 | 地下二层岛式 | 未知        | 11m      | 15705             | 不適用                                | 不適用             |
| 济泺路站   | 天桥区 | 地下二层岛式 | 未知        | 14m      | 20208             | 不適用                                | L型换乘            |
| 生产路站   | 天桥区 | 地下二层岛式 | 未知        | 11m      | 12629             | 不適用                                | 不適用             |
| 北园站     | 天桥区 | 地下二层岛式 | 未知        | 11m      | 12019             | 不適用                                | 不適用             |
| 历山路站   | 天桥区 | 地下二层岛式 | 未知        | 14m      | 38199.3           | █ 7号线(建设中)                       | 双岛四线换乘       |
| 七里堡站   | 历城区 | 地下二层岛式 | 未知        | 11m      | 13073.4           | 不適用                                | 不適用             |
| 祝甸站     | 历城区 | 地下二层岛式 | 未知        | 14m      | 14980.6           | 不適用                                | 不適用             |
| 八涧堡站   | 历下区 | 地下三层岛式 | 未知        | 14m      | 24182             | █ 3号线                               | T型换乘            |
| 姜家庄站   | 历下区 | 地下二层岛式 | 未知        | 11m      | 13027.33          | 不適用                                | 不適用             |
| 凤凰路站   | 历城区 | 地下二层岛式 | 未知        | 14m      | 23385.2           | █ 6号线(建设中)                       | L型换乘            |
| 鲍山站     | 历城区 | 地下二层岛式 | 未知        | 11m      | 12026.9           | 不適用                                | 不適用             |
| 彭家庄站   | 历城区 | 高架二层岛式 | 36.39       | 14m      | 9998.14           | █ 4号线(建设中)、高新东区云巴(建设中) | 通道换乘、出站换乘 |

## 车辆

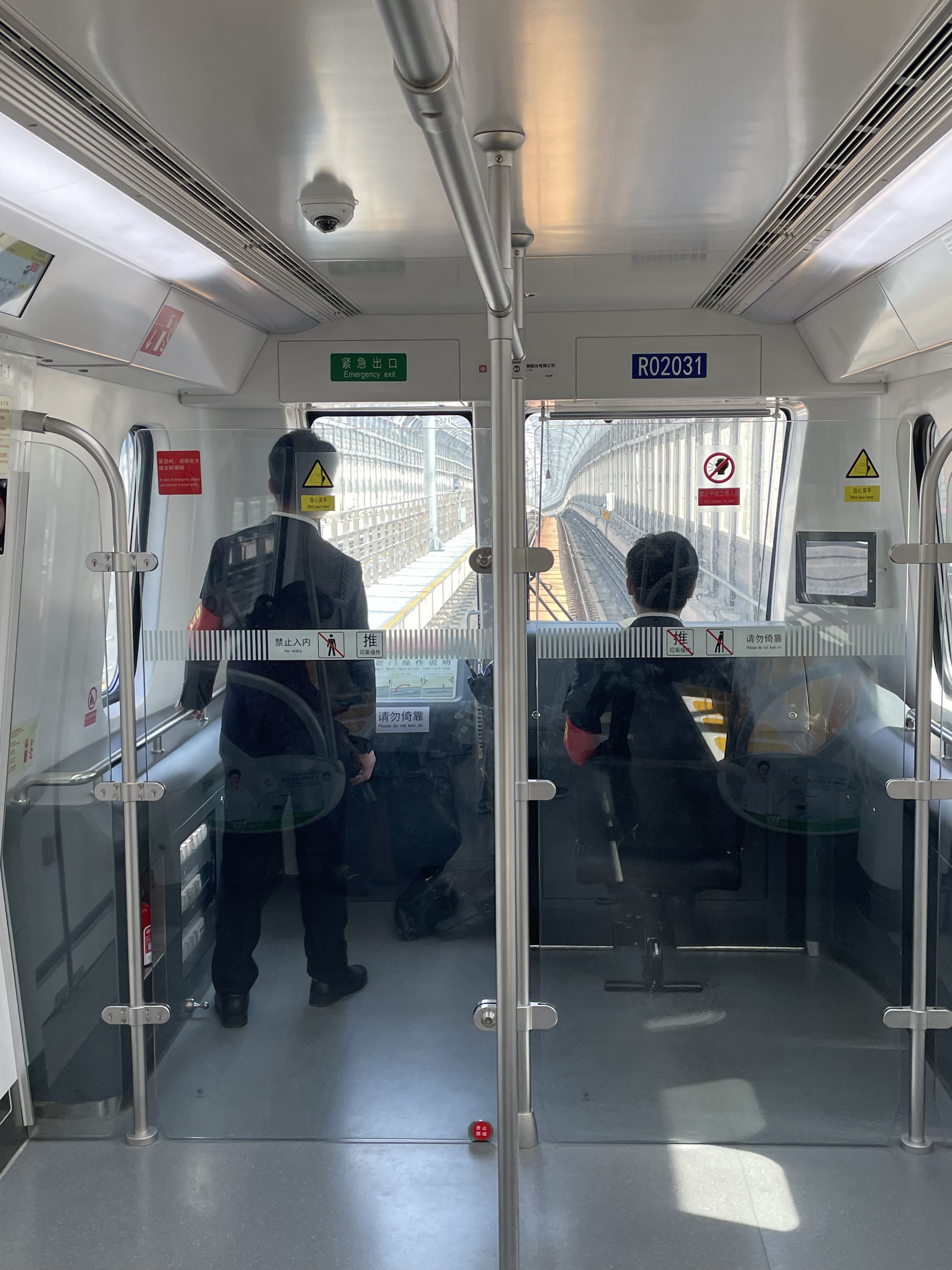
旅客可在车厢两端观看驾驶台与前方情况。通常情况下车辆会自动驾驶，司机不进行操作，只观察路况以确保安全

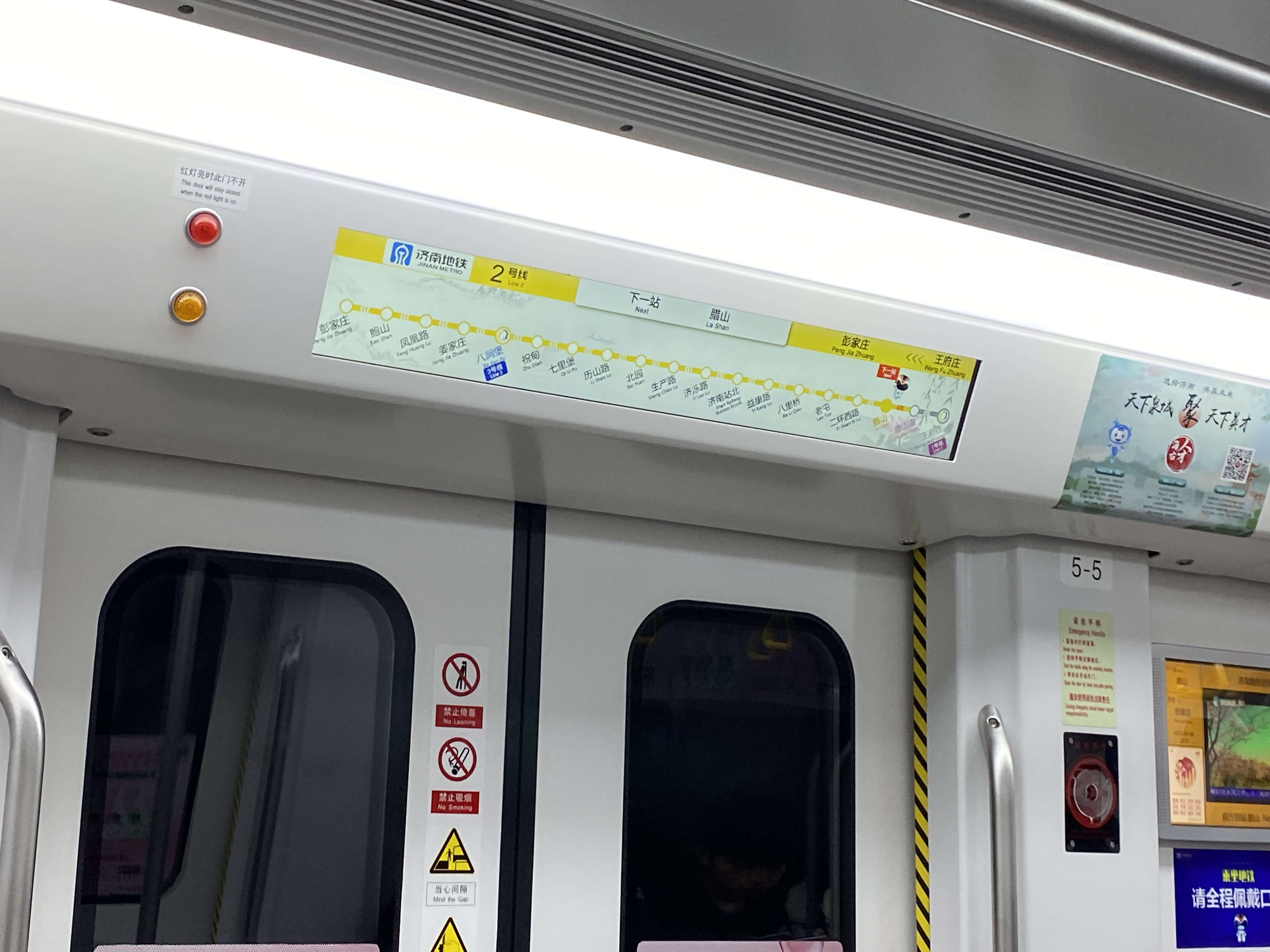
2号线车辆上的液晶指示牌

线路轨距为1435mm，初、近、远期均采用B2型车6辆编组，4动2拖，载客量（定员）1460人/列，和1号线一样，采用青岛四方车辆有限公司B型列车。
车辆采用鼓形车体，下宽上窄，车辆最大宽度为2.89m，较常规B型车最大宽度为2.8m宽90mm。客室座椅采用黄白两色搭配，与地铁2号线配色一致。司机室使用玻璃替代传统地铁车辆封闭式隔断，增加客室通透性。

## 设计
济南地铁2号线的线路色为“河脉黄”。全线19座车站中有12座为特色车站，设有公共艺术品。各站点公共艺术品设计围绕“济脉通衢“主题，展现济南城市文化。济南轨道交通2号线装修设计于2021年12月获得美国缪斯设计奖（MUSE Design Awards）的室内设计类别金奖。

## 施工标段
一期工程划分为10个标段：

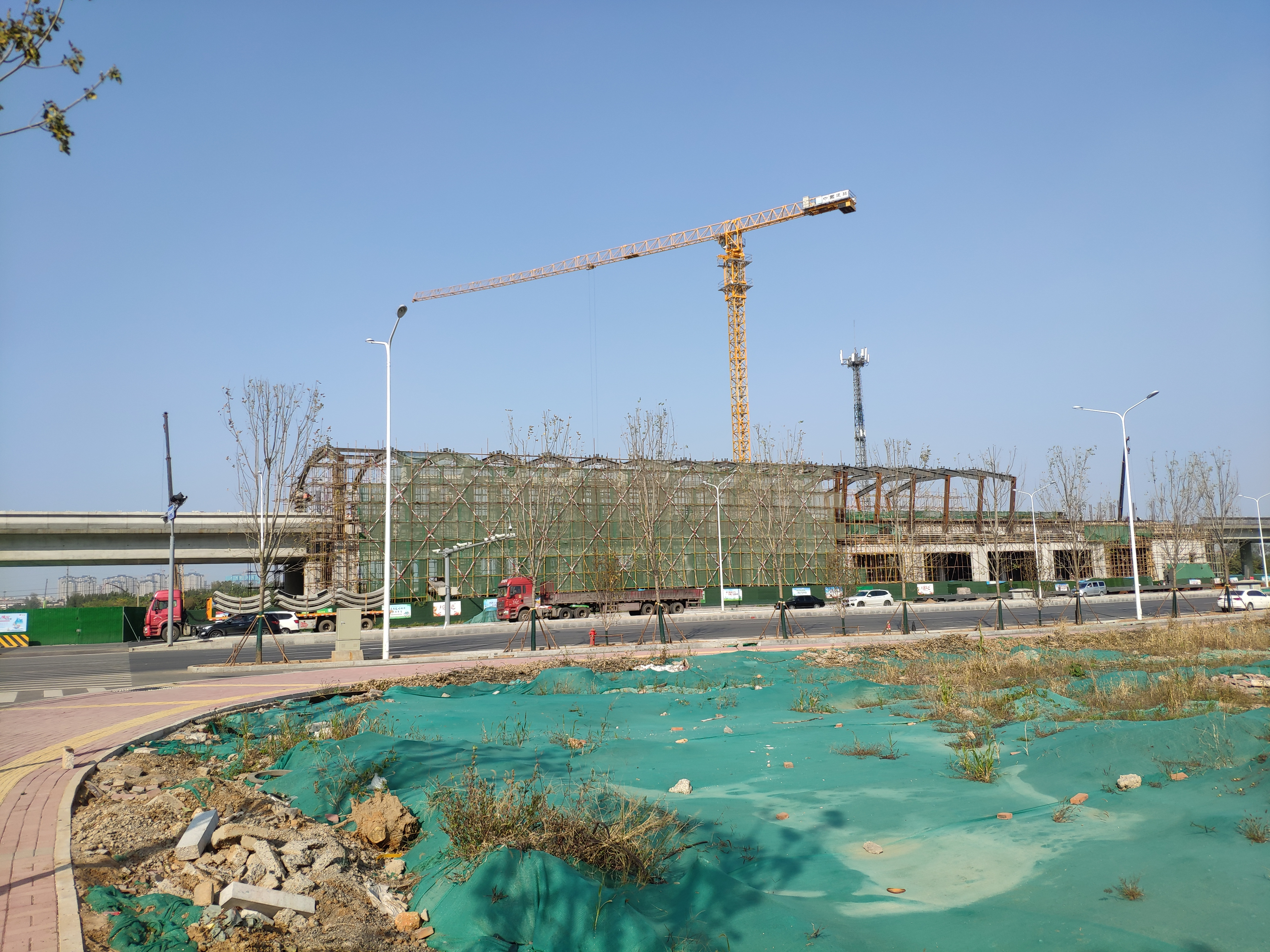
正在建设中的彭家庄站，摄于2019年10月

- 一标段：王府庄站（不含）～任家庄站～腊山站（不含），1站2区间，规模2836米，中铁上海工程局集团有限公司中标。
- 二标段：腊山站～西二环站～闫千户站（不含），2站2区间，规模3805米，中铁五局集团有限公司中标。
- 三标段：闫千户站～八里桥站，2站1区间，规模1329米，中铁二十一局集团有限公司中标。
- 四标段：八里桥站（不含）～万盛北街站～宝华街站～长途汽车站站（不含），2站3区间，规模3240米，	中铁三局集团有限公司中标。
- 五标段：长途汽车站站～生产路站～历黄路站（不含），2站2区间，规模3639米，中铁十局集团有限公司中标。
- 六标段：历黄路站～历山北路站，2站1区间，规模964米，中铁四局集团有限公司中标。
- 七标段：历山北路站（不含）～二环东路站～辛祝路站～西周家庄站（不含），3站3区间，规模5835米，中铁十二局集团有限公司（济南城建集团有限公司）中标。
- 八标段：西周家庄站（不含）～开源路站～烈士陵园站，（不含姜家庄停车场及出入场线），2站2区间，规模3671米，中国中铁航空港建设集团有限公司中标。
- 九标段：烈士陵园站（不含）～济钢新村站，济钢新村站-彭家庄站区间地下段，姜家庄出入线，1站2区间1出入线，规模8014米，中铁二局工程有限公司中标。
- 十标段：济钢新村站-彭家庄站区间高架段、彭家庄站，1站1区间，2站1区间，规模1170米，中国建筑第八工程局有限公司中标。

## 事件
- 2021年10月4日，二环西路站至腊山站因区间积水影响行车，运营公司为此展开抢修。王府庄站至腊山站、老屯站至彭家庄站采用列车小交路运行（分段运行），腊山站-二环西路站-老屯站区间采用公交接驳[9]。10月13日6时起恢复正常运营[10]。